# Роберт Лукас Пірсолл

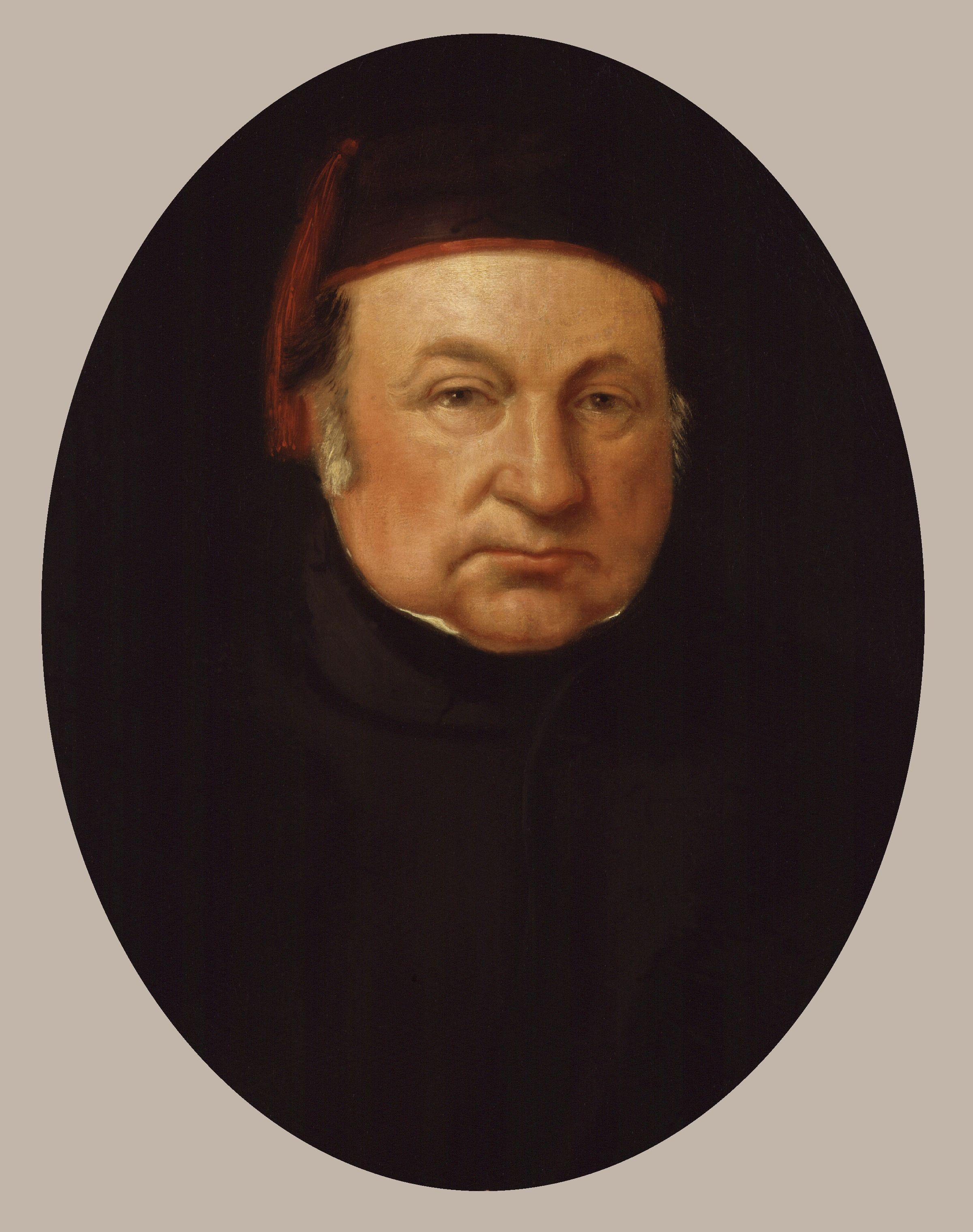
Роберт Лукас Пірсолл, (Портрет роботи Філіппи Свіннертон Хьюз, уродж. Пірсолл)

Роберт Лукас Пірсолл ( 14 березня 1795, Кліфтон, нині район Брістоля в Англії ; 5 серпня 1856, замок Вартензе, Роршахерберг, кантон Санкт-Галлен, Швейцарія ) — англійський юрист і композитор.

## Біографічні відомості
Пірсол походив із заможної сім'ї квакерів і отримав приватну освіту. Його батько був офіцером британської армії та музикантом-аматором. Його мати придбала сімейний будинок у Віллсбріджі в графстві Глостершир у 1816 році після того, як її зять (йому належав металургійний завод, яким володіла родина з 1712 року) збанкрутував. Однак у 1837 році після смерті матері Пірсолл продав будівлю, яка з тих пір була перетворена на борошномельний млин. Млин існує і сьогодні.
У 1817 році Пірсолл одружився з Гаррієт Елізою Хобдай, донькою відомого на той час художника-портретиста Вільяма Армфілда Хобдая (1771–1831). Подружжя мало чотирьох дітей (двох синів та двох доньок), яких Пірсол утримував, працюючі практикуючим адвокатом, у Брістолі з 1821 року. Після легкого інсульту в 1825 році він кинув практику, і лікарі порадили йому шукати лікування за кордоном. Того ж року він переїхав із родиною до Майнца, де навчався музиці, серед інших, у Джозефа Панні. З 1830 по 1842 рік він жив у Карлсруе, а в 1832 році недовго вивчав старовинну музику та нотну грамоту у Каспара Етта в Мюнхені .
У 1836/1837 він провів рік в Англії, у сімейному маєтку і в Брістолі, щоб розібратися з фінансами після смерті матері. Протягом цього часу він мав тісний контакт із Брістольським товариством мадригалів, заснованим у 1837 році, членом якого він став. Упродовж наступних 14-ти років він присвятив товариству кілька пісень і мадригалів під час візитів на батьківщину.
Після розлучення з дружиною в 1842 році він переїхав до замку Вартензее в кантоні Санкт-Галлен над Боденським озером у Швейцарії, спілкувався з католицькими ченцями в Айнзідельні. З 1844 року він подружився з Йозефом фон Ласбергом і його дружиною Дженні в замку Меерсбург і вони відвідували один одного. Його високообдарована дочка Філіппа стала однією з останніх подруг поетеси Аннетти фон Дросте-Гюльсхофф, яка присвятила їй вірш «До Філіппи». Після чергового інсульту в Санкт-Галлені в 1854 році він повернувся до замку Вартензее, де його колишня дружина та один із його синів доглядали його до самої смерті, зо наступила через два роки. Незадовго до смерті прийняв католицьку віру. Його поховали у замковій каплиці. Згодом його син перебудував замок у стилі неоготики. Після того, як каплиця була деконсекрована в 1957 році, його останки були перепоховані в католицькій каплиці Лоретто у Вілен-Вартегг в Роршахерберзі .

## Мистецька діяльність
Пірсолл був композитором-аматором, тому деякі його твори ще не опубліковані, а існують лише як рукописи. Додавши до прізвиза де (або де Віллсбрідж), його донька Філіппа, очевидно, намагалася зробити його особу більш цікавою і, таким чином, більш затребуваною після його смерті.
Через есе та листи Пірсолл відродив суспільний інтерес до музики епохи Відродження та ранньої церковної музики. Він написав поетичні тексти для деяких своїх мадригалів. У 1830-х роках він подбав про те, щоб його переклади «Фауста» Гете та «Вільгельма Телля » Шиллера були надруковані у Великій Британії .

## Твори
- 1838: Сер Патрік Спенс, Діалог-балада для 10 хорових голосів.
- 1840: Покладіть гірлянду, Мадригал.
- Нове аранжування у 2004 році: Great God of Love, голоси, 4, труби, Франц. Валторна, 4 тромбони, туба.
- Take O Take Those Lips Away, Op. 6 для 5 голосів без супроводу.

## Додатково
Роберту Лукасу Пірсоллу також приписують популярний Duetto buffo di due gatti на мелодії Вейзе та Россіні.